# Never Alone (Amy Grant)
Never Alone è il terzo album in studio della cantautrice statunitense Amy Grant, pubblicato nel 1980.

## Tracce
1. Look What Has Happened to Me – 3:15
2. So Glad – 4:43
3. Walking Away with You – 4:25
4. Family – 2:44
5. Don't Give Up on Me – 3:59
6. That's the Day – 3:43
7. If I Have to Die – 3:48
8. All I Ever Have to Be – 2:36
9. It's a Miracle – 2:45
10. Too Late – 3:14
11. First Love – 2:50
12. Say Once More – 2:27